# تيد كولينز (رجل أعمال)
تيد كولينز (بالإنجليزية: Ted Collins)‏ هو شخصية أعمال أمريكي، ولد في 12 أكتوبر 1900، وتوفي في 27 مايو 1964.

## وصلات خارجية
- تيد كولينز على موقع IMDb (الإنجليزية)
- تيد كولينز على موقع الموسوعة البريطانية (الإنجليزية)